# 15-й кавалерійський корпус (СРСР)
15-й кавалерійський корпус — оперативно-тактичне військове об'єднання в складі ЗС СРСР періоду Другої Світової війни.

## Історія
15-й кавалерійський корпус сформований 1 січня 1942 року на Закавказькому фронті. Підпорядковувався безпосередньо штабу Закавказького фронту, а з січня 1944 року — 4-й армії Закавказького фронту.
Участі у бойових діях на фронтах німецько-радянської війни не брав, оскільки перебував у Ірані, де виконував завдання з прикриття комунікацій у цій країні та південно-західних кордонів з боку Туреччини.
По закінченні Другої світової війни корпус знаходився на території Азербайджану. Влітку 1946 року управління корпусу, 1-а і 2-а (колишня 23-я) кавалерійські дивізії, а також 271-й танковий полк 39-ї кавдивізії були розформовані. 39-а гірсько-кавалерійська дивізія переформована у 6-у окрему кавалерійську дивізію Середньоазійського військового округу (з дислокацією полків у містах Алма-Ата, Семипалатинськ, Джамбул). У 1954 році 6-а окрема кавдивізія була також розформована.

## Склад
- 1-а кавалерійська дивізія;
- 23-я кавалерійська дивізія;
- 39-а гірсько-кавалерійська дивізія (з 01.1944);
- Корпусні частини:
  - 166-й мінометний полк (01.1943-04.1943);
  - 1595-й винищувально-протитанковий артилерійський полк;
  - 15-й окремий винищувально-протитанковий артилерійський дивізіон;
  - 17-й окремий мінометний дивізіон.

## Командири корпусу
- Селіванов Олексій Гордійович, полковник (01.01.1942 — 18.03.1942);
- Мельник Кіндрат Семенович, генерал-майор (19.03.1942 — 15.10.1942);
- Дамберг Вольдемар Францевич, полковник (16.10.1942 — 11.01.1943);
- Гайдуков Веніамін Андрійович, генерал-майор (12.01.1943 — 28.01.1944);
- Поляков Олексій Михайлович, полковник (26.01.1944 — 02.02.1944, тво);
- Глинський Михайло Йосипович, генерал-майор, з 20.04.1945 — генерал-лейтенант (02.02.1944 — 09.05.1945).